# Стефан Велков
Стефан Ивов Велков (роден 12 декември 1996 г.) е български футболист, централен защитник, играещ за датския елитен Вайле.

## Кариера
Велков дебютира за Младежкия национален отбор на 16 години, 5 месеца и 22 дни срещу Андора (3 – 0), което го прави вторият най-млад дебютант след вратаря Николай Михайлов.